# Surfer (quảng cáo)
Surfer là một chiến dịch quảng cáo tích hợp do Diageo phát động vào năm 1999 nhằm quảng bá cho thương hiệu bia đen đạt kỷ lục Guinness ở Vương quốc Anh. Nền tảng của chiến dịch là một đoạn quảng cáo trên truyền hình, ban đầu dài 60 giây, xoay quanh một vận động viên lướt sóng người Polynesia lướt thành công trên một con sóng khổng lồ. Được quay ở Hawaii trong thời gian chín ngày và do Jonathan Glazer đạo diễn, tác phẩm đã giành được nhiều giải thưởng hơn bất kỳ quảng cáo nào khác trong năm 1999 (Giải Clio, Giải D&AD, Cannes Lions) và vào năm 2002, nó được bình chọn là "Quảng cáo hay nhất mọi thời đại" trong cuộc thăm dò do Channel 4 và The Sunday Times thực hiện.
Cốt truyện tập trung vào một nhóm người lướt sóng, đang chờ đợi một con sóng hoàn hảo. Khi con sóng đó xuất hiện, những con 'ngựa trắng' từ trong nó bắt đầu lao ra ngoài. Từng người, từng người một lần lượt ngã xuống, và chỉ còn lại một người duy nhất, người đã chinh phục được con sóng. Sau đó, những người khác đến bên anh ta và bắt đầu ăn mừng trên bãi biển.
Quảng cáo được lấy cảm hứng từ bức tranh năm 1893 của Walter Crane "Neptune's Horses". Phần văn bản cũng lấy cảm hứng từ cuốn tiểu thuyết Moby Dick của Herman Melville, bao gồm câu "Ahab nói, 'Tôi không quan tâm bạn là ai, đây là giấc mơ của bạn.'" (thực ra nó không có trong cuốn tiểu thuyết).
Bản nhạc trong quảng cáo được tạo ra bởi ban nhạc Leftfield của Anh, và cuối cùng nó đã trở thành nền tảng cho bản nhạc "Phat Planet" xuất hiện trong album Rhythm and Stealth năm 1999 của họ. Việc sử dụng bản nhạc trong quảng cáo đã dẫn đến việc bản nhạc đó xuất hiện trong một số album tổng hợp nhạc từ các quảng cáo khác nhau, bao gồm Classic Ads (2002), I Love TV Ads (2004) cùng Guinness 250: Music from the TV Ads (2009).
Một phiên bản 90 giây mở rộng có sẵn trên DVD The Work of Director Jonathan Glazer năm 2005.
Vào tháng 11 năm 2009, The Independent đã gọi quảng cáo này cùng với một số quảng cáo khác là một trong số "những quảng cáo vĩ đại nhất mọi thời đại".

## Thành tựu
| Tổ chức                       | Quốc gia | Thành tựu                                                           | Năm  | Thứ hạng | Nguồn  |
| ----------------------------- | -------- | ------------------------------------------------------------------- | ---- | -------- | ------ |
| Channel 4 và The Sunday Times | Anh Quốc | Quảng cáo TV The 100 Greatest                                       | 2000 | 1        | [ 6 ]  |
| ITV                           | Anh Quốc | Danh sách của ITV cho Quảng cáo xuất sắc nhất từng được thực hiện   | 2005 | 6        | [ 7 ]  |
| The Mirror                    | Anh Quốc | Top 10 Quảng cáo Guinness vĩ đại nhất từng được thực hiện           | 2009 | *        | [ 8 ]  |
| Business Pundit               | Hoa Kỳ   | Top 10 Quảng cáo sáng tạo nhất từng được thực hiện                  | 2011 | 6        | [ 9 ]  |
| Empire                        | Anh Quốc | 15 Quảng cáo đáng kinh ngạc từ 15 Đạo diễn đáng kinh ngạc           | 2011 | *        | [ 10 ] |
| Adweek                        | Hoa Kỳ   | 10 Quảng cáo kỷ lục Guinness lan tỏa rộng rãi nhất từ trước đến nay | 2012 | 5        | [ 11 ] |
| Mashable UK                   | Anh Quốc | 20 Quảng cáo được chia sẻ nhiều nhất trên YouTube                   | 2012 | 6        | [ 12 ] |
| The Savory                    | Hoa Kỳ   | Top 10 Quảng cáo Guinness                                           | 2014 | 1        | [ 13 ] |
| Cinematica                    | Anh Quốc | Top 10 Quảng cáo xuất sắc nhất từng được thực hiện                  | 2014 | 3        | [ 8 ]  |